# Volksbank Hildesheim
Die Volksbank Hildesheim eG war eine regional tätige deutsche Genossenschaftsbank mit Sitz in Hildesheim und einer Bilanzsumme von 728,2 Mio. Euro im Jahr 2012. Es wurde das übliche Kredit- und Einlagengeschäft sowie Wertpapierdienstleistungsgeschäft getätigt. Das Vermittlungsgeschäft erfolgte überwiegend mit Partnern der genossenschaftlichen FinanzGruppe. Die Eigenhandelsgeschäfte konzentrierten sich auf die Anlage liquider Mittel. Handelsbuchgeschäfte wurden in sehr geringem Umfang betrieben. Investmentbanking wurde nicht betrieben. 
2015 fusionierte die Volksbank Hildesheim eG mit der Volksbank eG Lehrte-Springe-Pattensen-Ronneberg zur Volksbank Hildesheim-Lehrte-Pattensen.

## Historie
Angeregt durch das Beispiel bereits seit 1895 vorhandener Spar- und Darlehnskassen im jetzigen Landkreis Hildesheim, gründete sich die heutige Volksbank am 30. Dezember 1897. Hauptsächlich gestützt durch das Handwerk, nannte sie sich Spar- und Darlehensverein zu Hildesheim eGmbH. Nach vielen Jahren wirtschaftlicher Veränderungen wurde die Bank 1941 zur Volksbank Hildesheim eGmbH. Nach der Fusion mit der Volksbank Leinetal im Jahr 1989 entstand die Volksbank Hildesheim-Leinetal eG. 1999 fusionierte sie dann mit der Volksbank Harsum und trug seitdem den Namen Volksbank Hildesheim eG.

## Gesellschaftliche Verbundenheit und Sponsoring
In der Region Hildesheim organisierte die Volksbank viele Veranstaltungen, verbunden mit dem Gedanken an soziale, kulturelle, ökologische und auch aktuelle Themen. Seit einigen Jahren veranstaltete die Bank die Vergabe der „Sterne des Sports“, in der vor allem Vereine ausgezeichnet wurden, die sozial sehr aktiv waren. Ein wichtiges Anliegen war der Volksbank auch die Jugendförderung. So unterstützte sie Wettbewerbe wie „Fair bringt mehr“ und den „Internationalen Jugendwettbewerb“. Seit 2010 wurde jährlich eine der größten Ausbildungsmessen der Region als „Nacht der Bewerber“ mit insgesamt über 40 Ausstellern und über 5.000 Besuchern veranstaltet.

## Soziales Netzwerk
Darüber hinaus engagierte sich die Volksbank beim Theater für Niedersachsen, der Wirtschaftsförderungsgesellschaft HI-REG, in der Stiftungsuniversität Hildesheim, der Hochschule für angewandte Wissenschaft und Kunst (HAWK), dem Roemer-Pelizaeus-Museum und dem Stadtmuseum. Gemeinsam mit der VR-Stiftung der Volksbanken und Raiffeisenbanken in Norddeutschland und der Stiftung Niedersächsischer Volksbanken und Raiffeisenbanken förderte sie Großvorhaben mit überörtlichem Einzugsgebiet wie das 1.000-jährige Jubiläum der Welterbekirche St. Michaelis im Jahr 2010, die traditionelle Jazz-Time des Cyclus 66, Restaurierungen von denkmalgeschützten Orgeln – vorwiegend im Landkreis –, das internationale Hildesheimer Literaturfestival Prosanova und vieles mehr.

## Fusion
Die Volksbank Hildesheim ging 2015 im Zuge einer Fusion in der Volksbank Hildesheim-Lehrte-Pattensen auf.